# James Hough
Sir James „Jim“ Hough, OBE (* 6. August 1945) ist ein schottischer Physiker, der sich mit der experimentellen Suche nach Gravitationswellen befasst. Er hat den Kelvin-Lehrstuhl für Physik an der Universität Glasgow und war dort 2002 bis 2009 Direktor des Institute for Gravitational Research (IGR) und ist dessen stellvertretender Direktor.
Hough studierte an der Universität Glasgow und wurde dort 1986 Professor für Experimentalphysik. 2009 wurde er Kelvin Professor of Natural Philosophy. Inzwischen wurde er emeritiert. Er ist auch Gastprofessor an der University of Strathclyde.
Er ist für experimentelle Forschung zur Entdeckung von Gravitationswellen bekannt, am GEO600 (Ko-Leiter von britischer Seite), einer deutsch-britischen Gemeinschaftsanlage in Hannover, und am Advanced Ligo in den USA und dessen geplantem Weltraum-Projekt.
1991 wurde er Fellow der Royal Society of Edinburgh und 2003 der Royal Society sowie der Royal Astronomical Society. 1991 erhielt er mit Karsten Danzmann den Max-Planck-Forschungspreis. 1983 war er Fellow des Joint Institute for Laboratory Astrophysics. 2008 erhielt er den Gunning Victoria Prize der Royal Society of Edinburgh und 2004 den Duddell Prize des Institute of Physics. 2018 erhielt er die Goldmedaille der Royal Astronomical Society und den Edison-Volta-Preis. Hough wurde als Bakerian Lecturer 2020 ausgewählt.
Er ist CEO der Scottish Universities Physics Alliance (SUPA) und ist Initiator und Direktor einer Partnerschaft der Max-Planck-Gesellschaft mit fünf schottischen Universitäten, der ersten solchen internationalen Kooperation der Max-Planck-Gesellschaft. Die Partnerschaft ist auf dem Gebiet Präzisionsmessungen in der Quantenphysik und der Quanteninformationstheorie. Er ist Mitglied des Scottish Science Advisory Council und im Rat des Institute of Physics, dessen Education Committee für Schottland er vorsteht und dessen Fellow er 1993 wurde.
2013 wurde er OBE. 2001 wurde er Fellow der American Physical Society, 2010 der Society for General Relativity and Gravitation und 2012 Fellow der Royal Society of Arts.

## Schriften
- mit Sheila Rowan: Gravitational Wave Detection by Interferometry (Ground and Space), Living Reviews in Relativity, 2000, 2011